# سيرج دينيس
سيرج دينيس (بالفرنسية: Serge Denis)‏ (1 يناير 1897 - ) هو لاعب كرة قدم فرنسي.

## وصلات خارجية
- سيرج دينيس على موقع قاعدة بيانات كرة القدم.إي يو (الإنجليزية)
- سيرج دينيس على موقع ناشيونال فوتبول تيمز (الإنجليزية)
- سيرج دينيس على موقع عالم كرة القدم.نت (الإنجليزية)